# Jerrick Reed II
Jerrick Jamal Reed II (Olive Branch, Misisipi, 7 de agosto de 2000) más conocido como Jerrick Reed II, es un jugador profesional estadounidense de fútbol americano, se desempeña en la posición de safety en Seattle Seahawks, en la National Football League (NFL).

## Carrera
Hizo su debut profesional con el equipo Seattle Seahawks, lleva jugando una temporada, comenzó en el 2023.